# Mondeño

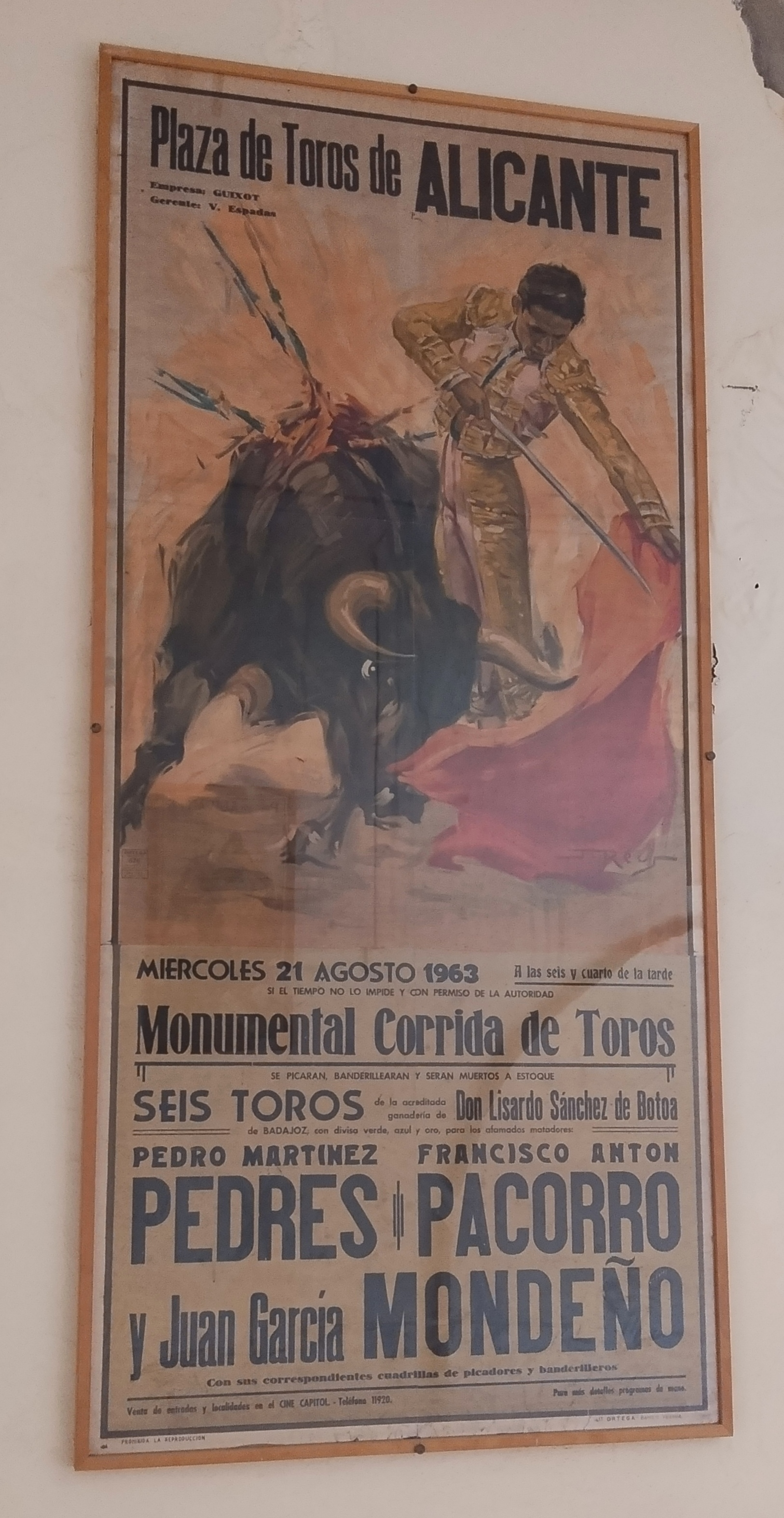
Cartel taurino de 21 de agosto de 1963 en Alicante con los toreros Pedro Martínez "Pedrés", Francisco Antón "Pacorro" y Juan García "Mondeño".

Juan García Jiménez, conocido artísticamente como Mondeño (Puerto Real, Cádiz, 7 de enero de 1934-Sanlúcar la Mayor, Sevilla, 5 de enero de 2023), fue un torero y fraile español.

## Trayectoria
De origen muy humilde, buscó en el toreo un medio de ganarse la vida. Debutó con caballos en El Puerto de Santa María el 24 de junio de 1956. En abril de 1957, actuando como novillero, salió por la Puerta del Príncipe de la Real Maestranza de Sevilla. 
Tomó la alternativa en Sevilla, apadrinado por Antonio Ordóñez y con Manolo Vázquez de testigo, el 29 de marzo de 1959, con el toro Cañamazo de Moreno Guerra. La confirmó en Madrid el 17 de mayo de 1960 apadrinado por los mismos diestros; Manolo Vázquez le cedió la muerte del toro Bilbainito de Atanasio Fernández. 
En 1962 intervino, junto a Antonio Bienvenida y Antonio Ordóñez, en la película La Becerrada.
El 30 de agosto de 1964 ingresó como fraile en el noviciado dominico de Caleruega (Burgos), hecho que tuvo una gran repercusión social. Dejó los hábitos en 1965 para volver a su profesión, reapareciendo en marzo de 1966 en Lisboa. En ese mismo año, lo encontramos en Marbella el 3 de abril junto a Paco Camino y El Cordobés. También triunfó en Sevilla, obteniendo tres orejas el 16 de abril.
A lo largo de su vida profesional sufrió numerosas cogidas, incluyendo una gravísima cornada que ralentizará su presencia en los ruedos hasta 1970, año en el que su prometida, Lolita Casado, que también dirige su carrera, decide poner fin a ella y casarse con él. Se retiró definitivamente en Elda en 1970.
Según la crítica taurina, como relata por Jean-Baptiste Trouplin, si Mondeño nunca formó parte de las figuras, mostró un toreo muy interesante, inspirado en Manolete; y si su actuación en Nîmes el 5 de agosto de 1962 no dejó una gran huella, Arlés lo aclamó el 3 de julio de 1960 por una faena que le valió dos trofeos. Según el crítico taurino Antonio Díaz-Cañabate: «Lástima que le faltó picante... lástima que no alargó más el brazo, lástima que perdió la confianza a la muerte.» 
Posteriormente se trasladó a París y vivió alejado del mundo taurino.

### Muerte
Juan García Jiménez Mondeño falleció el 5 de enero del 2023 en Sanlúcar la Mayor (Sevilla). No se comunicó la causa de su fallecimiento.